# Albayalde

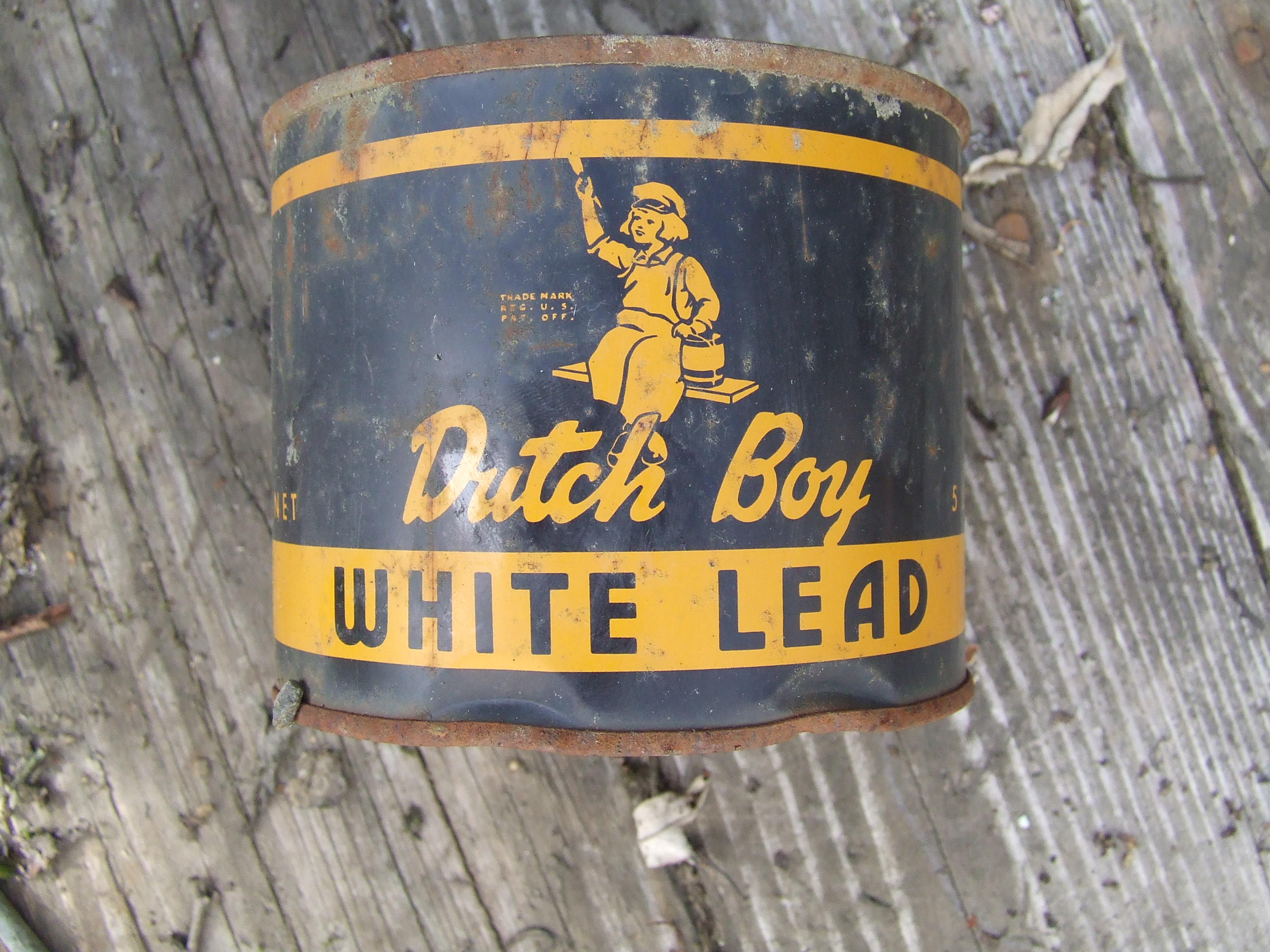
Vieja lata de «Dutch Boy», pintura elaborada con blanco de plomo puro (carbonato básico de plomo) y aceite de linaza

El término albayalde (del árabe al-bayūd, ‘blancura’) designa al carbonato básico de plomo (II), un pigmento empleado tradicionalmente en pintura artística, y, por extensión, también al color de ese pigmento. Anteriormente se usaba como ingrediente para la pintura con plomo y un cosmético llamado cerusa veneciana, debido a su opacidad y la mezcla suave y satinada que hacía con algunos olios secables. Sin embargo, tendía a causar envenenamiento por plomo, por lo que actualmente su uso está prohibido en la mayoría de los países. El carbonato básico de plomo (II) recibe diferentes nombres, entre ellos: blanco de plomo, cerusa, blanco de cerusa, cerusita, blanco de cerusita, blanquíbolo y orín de plomo.. 
Cerusa proviene etimológicamente del antiguo griego keros (cera) que pasó al latín "cera", "cerussa".

Ha sido un error, en algunas regiones, atribuir su composición química como óxido de plomo.

## Composición y propiedades
Químicamente, el carbonato básico de plomo es un sólido blanco de fórmula 2 PbCO3·Pb(OH)2, composición determinada por el químico y naturalista sueco Torbern Olof Bergman[cita requerida] en 1774. El color del blanco de plomo es blanco, con un tinte rojo amarillento casi imperceptible.
El uso del blanco de plomo en pintura presenta dos inconvenientes importantes:
- Tiende a oscurecer con el paso del tiempo debido a la actuación sobre él del gas sulfhídrico o sulfuro de hidrógeno (contaminante del aire), que produce sulfuro de plomo negro:

Pb3(CO3)2(OH)2 (sólido blanco) + 3H2S (g) → 3PbS (s, negro) + 2CO2 (g) + 4H2O (g).
- Es sumamente tóxico. La pintura a base de plomo y el polvo contaminado con plomo en edificios antiguos son las fuentes más comunes de envenenamiento por plomo en los niños, afectando gravemente el desarrollo mental y físico. En niveles muy altos, el envenenamiento por plomo puede ser fatal.[9]

Curiosamente, el envejecimiento del blanco de plomo de una pintura basada en un medio acuoso no consiste en que aquel se oscurece, sino en que se torna amarillento, mientras que en una al óleo el carbonato básico de plomo (II) puede volverse transparente (al saponificarse en contacto con el aceite de linaza). El ennegrecimiento puede observarse en otro tipo de trabajos, como manuscritos iluminados. También se ha observado que la pintura de blanco de plomo se decolora al mezclarla con pigmentos que contengan azufre, y ante la acción de los ácidos y de los álcalis.

## Historia

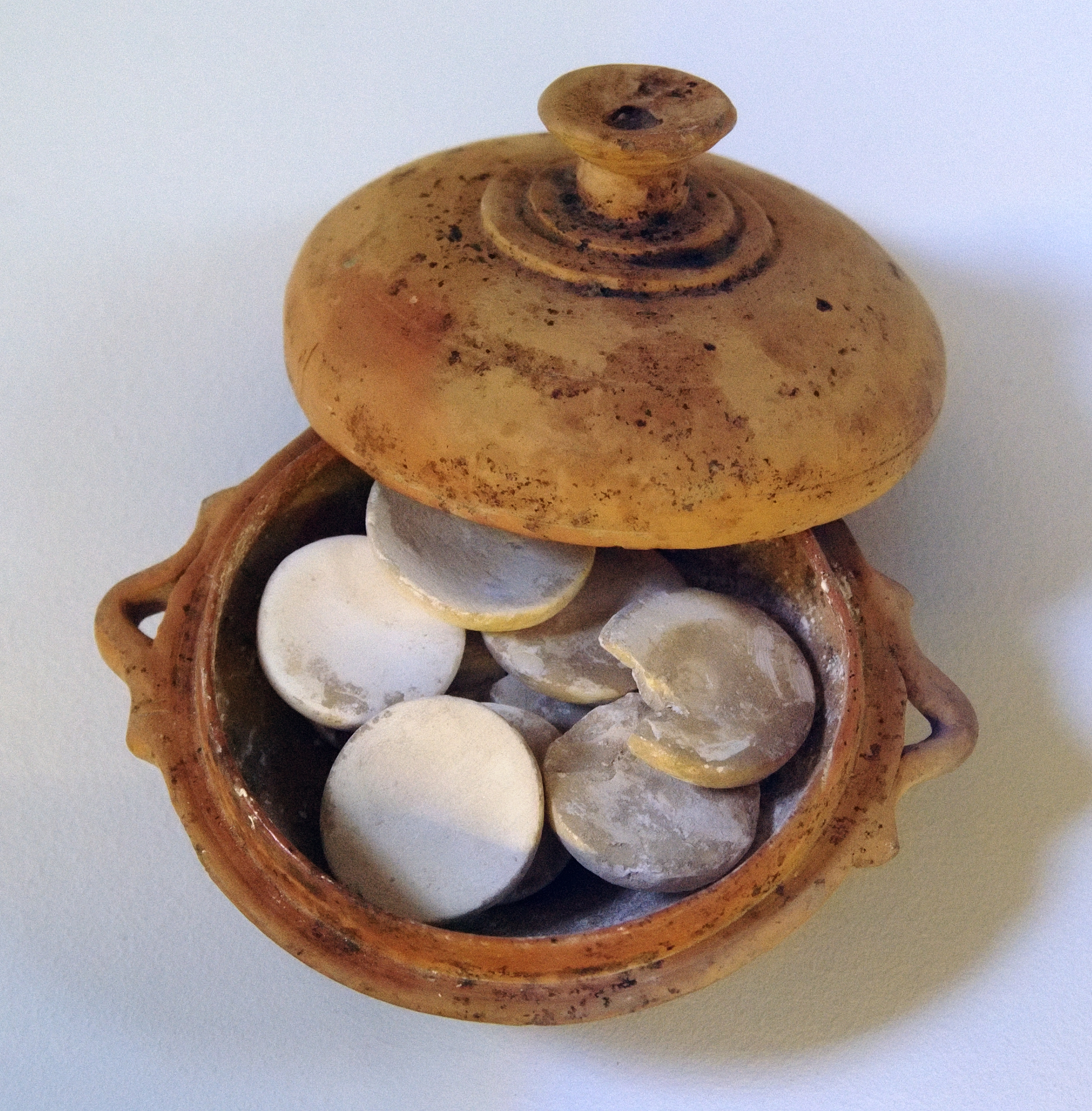
Cajita de maquillaje con pastillas de cerusa, proveniente de una tumba griega del. Museo Arqueológico del Cerámico, Atenas.

Aunque el mineral hidrocerusita es idéntico en composición al blanco de plomo, no fue utilizado como pigmento; el carbonato básico de plomo (II) siempre fue de elaboración humana, considerándoselo en consecuencia un pigmento artificial.
Fue utilizado como pigmento desde la antigüedad hasta principios del siglo XIX. Durante siglos fue el único color blanco de calidad empleado en la pintura al óleo. En esta disciplina era muy valorado, ya que confería a los óleos una mayor rapidez de secado y mejoraba la elasticidad, la adherencia, la resistencia y la durabilidad de los colores.
La primera mención escrita sobre la fabricación y el uso del blanco de plomo aparece en el tratado Sobre las piedras de Teofrasto (372–287 a. C.), alumno de Aristóteles. También lo mencionan Marco Vitruvio —en su obra De architectura (c. 15 a. C.)— y Plinio el Viejo —en su Naturalis Historia (c. 77 d. C.)—.
Las hetairas griegas empleaban el carbonato básico de plomo (II), mezclado con miel, como mascarilla para el rostro. La mantenían toda la noche y al levantarse se lavaban el rostro con agua fría, aplicándose posteriormente otra capa de la misma mezcla pero más diluida, que le confería a su tez un color blanquecino.

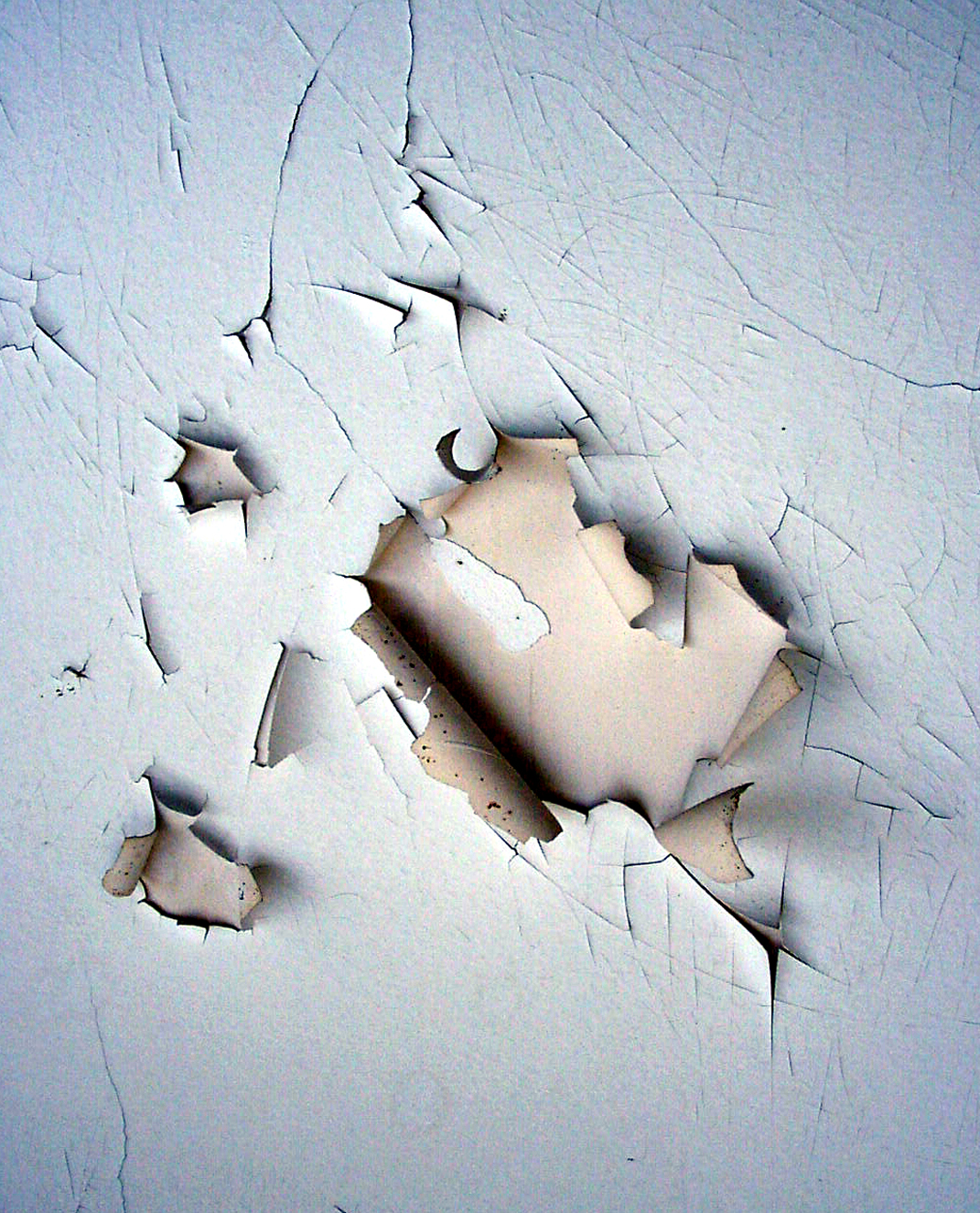
Pintura de cerusa descascarándose de las paredes de una vivienda anterior a 1948

Los escritos de la antigüedad clásica y de la Edad Media indican el uso de plomo metálico y vinagre como punto de partida para la elaboración de blanco de plomo. Más adelante se utilizaron procedimientos que también se basaban en someter el plomo a un entorno ácido, como exponerlo a ácido acético, orujo de uva, vapores ácidos y sustancias fermentadas. Esto provocaba la formación de una costra blanca sobre el plomo metálico, la cual era raspada y pulverizada, obteniéndose así el blanco de plomo. Para poder pintar con esta sustancia se la mezclaba con aceites.
Hasta el siglo XIX el blanco de plomo era el único pigmento blanco usado en pintura artística, pero a partir de entonces comenzó a ser sustituido por el blanco de zinc (sulfuro de zinc) y el blanco de titanio (dióxido de titanio), y su comercialización declinó.
El carbonato básico de plomo (II) también fue muy usado en el pasado para pintar paredes,  mientras que ungüentos derivados del carbonato básico de plomo (II) se utilizaban en forma de pomadas para tratar infecciones por el efecto bactericida del plomo.

### Prohibición
Las pinturas basadas en plomo tienen muchas aplicaciones, aunque las preocupaciones relacionadas con su toxicidad se han enfocado principalmente en las que se usan en pintura de caballete, en juguetes infantiles y para pintar viviendas. Desde 1978 EE. UU. ha prohibido la venta de pinturas que contuviesen más de 90 partes por millón de plomo, y restricciones similares rigen en varios otros países.
Se ha señalado, sin embargo, que tomando ciertas precauciones (no comer, beber ni fumar durante su uso, y lavarse las manos a conciencia después de usarlo) el blanco de plomo en forma de pintura o pasta puede utilizarse de manera segura en pintura artística, pero se desaconseja el uso del pigmento en polvo, que es fácil de inhalar.
En España se prohibió en 1908 el trabajo de mujeres y niños en industrias peligrosas, incluida la de producción de cerusa. En 1924 España se adhirió al acuerdo adoptado en 1921 por la III Conferencia Internacional del Trabajo de prohibir el uso de la cerusa en la pintura, aunque su aplicación efectiva se retrasó hasta mayo de 1931 y con numerosas excepciones, de tal modo que tuvo un alcance limitado.

## En la actualidad
En la actualidad, el sulfuro de zinc y el dióxido de titanio ofrecen un color blanco excelente sin ser tóxicos ni oscurecer con el tiempo. Además, el precio de mercado de las tres sustancias es parecido. 